# 李順喆
李 順喆（イ・スンチョル、이순철、1961年4月18日 - ）は、韓国の元プロ野球選手（内野手、外野手）、野球指導者・解説者である。息子の李城坤はハンファ・イーグルス所属の外野手。

## 経歴

### 現役時代
延世大学校を卒業した後、ヘテ・タイガースに入団する。
1985年はルーキーながらレギュラーとして99試合に出場し、打率.304、112安打、12本50打点、67得点という記録を残すほど活躍し、三塁手として新人王を獲得した。
1986年に外野手に転向したものの、この年から1987年と徐々に成績が低迷する。
しかし、1988年に打率.313を記録し、盗塁王を獲得する。この年の8月27日、当時同じチームに所属していた金大鉉の運転する車に乗っていた李は、京釜高速道路の天安サムゴリサービスエリアにて貨物トラックとの衝突事故に遭った。金は事故により亡くなったものの、助手席で寝ていた李は一命を取り留めた。この理由として、寝るために座席を後ろに倒していたのが要因だと考えられている。この事故をきっかけに当時付き合っていた元乗馬選手のイ・ミギョン（이미경）と結婚した。
1989年、1990年に打率と盗塁数が下がるが、1991年には盗塁王とゴールデングラブ賞を受賞し、1992年には、盗塁王と最多安打のタイトルを獲得した。
1993年、1994年はタイトルは獲得できなかったが、レギュラーとして活躍した。
しかし1995年以降は成績が下降した。
1997年のハワイキャンプ中に起きたボイコット事件の主犯にされ、このシーズン後に放出された。
1998年にサムスン・ライオンズに移籍し同年、引退。
通算盗塁数は韓国で歴代6位（2019年シーズン終了時）の記録を持つ。

### 現役引退後
引退後、サムスンのコーチを2年間務めた後、LGツインズのコーチを務めた。

#### LG監督時代
2003年末に監督を辞任した李廣煥に代わり、2004年シーズンから3年契約で第7代LGツインズ監督を務めたものの、チームは2年連続で6位となった。このため、2年目シーズンオフには契約途中での解任が話題に挙がったが、最終的に留任となった。3年目となる2006年シーズンはオープン戦1位の好成績を残したものの、シーズンが始まると勢いが失速し、ロッテ・ジャイアンツと最下位争いをするようになった。6月3日に蚕室野球場で行われた斗山ベアーズ戦では、審判に暴言を吐き、数回審判の胸を押すなどの行為により退場処分となったが、この際ベンチからバットを持ち出しグラウンドへ投擲した。その2日後となる6月5日に成績低迷の責任を取るためシーズン途中にもかかわらず辞任を表明した。この失速の原因として、後のインタビューで意思疎通の不足を挙げている。

#### その後
監督辞任後は文化放送のMBC ESPN解説委員に就任し、その過度に率直な解説スタイルは「非難解説(비난 해설)」として野球ファンの間で話題になった。
2008年にはネクセンヒーローズのベンチコーチに就任したが、1年で辞任した。11月25日に、ワールド・ベースボール・クラシック(WBC)の第2回大会にて韓国代表の打撃コーチを務めることが発表された。
2011年にKBOリーグ30周年を記念して行われた「レジェンドオールスターベスト10」にて、外野手部門で1位に選ばれた。10月18日に起亜タイガースのヘッドコーチとして就任した。しかし、2013年のチーム成績不振を理由にコーチを解任された。また、3月15日に発足した韓国プロ野球引退選手協会の会長も務めた。
2014年3月に野球解説委員の職に復帰し、その毒舌ぶりから「全部割り人形(모두까기 인형)」と称されることもある。
2015年7月5日に、WBSCプレミア12の2015 WBSCプレミア12の第1回大会におけるKBO技術委員会の委員に選出され、9月3日に韓国代表の打撃コーチに選任された。
2017年には、WBCの2017年大会の打撃コーチも務めた他に、4月25日には第3回スポーツマーケティング賞の特別賞に選ばれた。

## 詳細情報

### 年度別打撃成績
| 年 度     | 球 団     | 試 合 | 打 席 | 打 数 | 得 点 | 安 打 | 二 塁 打 | 三 塁 打 | 本 塁 打 | 塁 打 | 打 点 | 盗 塁 | 盗 塁 死 | 犠 打 | 犠 飛 | 四 球 | 敬 遠 | 死 球 | 三 振 | 併 殺 打 | 打 率 | 出 塁 率 | 長 打 率 | O P S |
| --------- | --------- | ----- | ----- | ----- | ----- | ----- | -------- | -------- | -------- | ----- | ----- | ----- | -------- | ----- | ----- | ----- | ----- | ----- | ----- | -------- | ----- | -------- | -------- | ----- |
| 1985      | ヘテ      | 99    | 411   | 369   | 67    | 112   | 18       | 5        | 12       | 176   | 50    | 31    | 12       | 3     | 2     | 33    | 0     | 4     | 48    | 6        | .304  | .365     | .477     | .842  |
| 1986      | ヘテ      | 88    | 358   | 319   | 53    | 82    | 14       | 3        | 14       | 144   | 40    | 19    | 8        | 4     | 2     | 28    | 1     | 5     | 45    | 11       | .257  | .325     | .451     | .776  |
| 1987      | ヘテ      | 98    | 299   | 265   | 34    | 57    | 12       | 1        | 6        | 89    | 29    | 12    | 5        | 3     | 2     | 24    | 2     | 5     | 31    | 6        | .215  | .291     | .336     | .626  |
| 1988      | ヘテ      | 108   | 477   | 406   | 81    | 127   | 26       | 2        | 13       | 196   | 52    | 58    | 20       | 4     | 3     | 52    | 2     | 12    | 37    | 7        | .313  | .404     | .483     | .887  |
| 1989      | ヘテ      | 101   | 434   | 373   | 58    | 90    | 13       | 1        | 12       | 141   | 46    | 24    | 15       | 7     | 2     | 46    | 2     | 6     | 52    | 10       | .241  | .333     | .378     | .711  |
| 1990      | ヘテ      | 114   | 455   | 381   | 65    | 95    | 20       | 0        | 12       | 151   | 51    | 26    | 16       | 8     | 2     | 56    | 2     | 8     | 49    | 16       | .249  | .356     | .396     | .752  |
| 1991      | ヘテ      | 115   | 513   | 434   | 83    | 120   | 21       | 3        | 17       | 198   | 50    | 56    | 18       | 6     | 4     | 55    | 1     | 14    | 66    | 3        | .277  | .373     | .456     | .829  |
| 1992      | ヘテ      | 122   | 566   | 492   | 101   | 152   | 22       | 3        | 21       | 243   | 76    | 44    | 16       | 3     | 4     | 60    | 1     | 7     | 63    | 14       | .309  | .389     | .494     | .883  |
| 1993      | ヘテ      | 102   | 430   | 367   | 47    | 93    | 12       | 3        | 11       | 144   | 44    | 29    | 8        | 8     | 4     | 46    | 0     | 5     | 54    | 9        | .253  | .341     | .392     | .734  |
| 1994      | ヘテ      | 85    | 360   | 314   | 42    | 101   | 19       | 2        | 8        | 148   | 54    | 18    | 7        | 10    | 2     | 33    | 0     | 1     | 41    | 7        | .322  | .386     | .471     | .857  |
| 1995      | ヘテ      | 96    | 374   | 328   | 36    | 66    | 12       | 2        | 7        | 103   | 30    | 13    | 4        | 7     | 3     | 27    | 3     | 9     | 43    | 20       | .201  | .278     | .314     | .592  |
| 1996      | ヘテ      | 111   | 409   | 351   | 49    | 77    | 13       | 2        | 5        | 109   | 41    | 26    | 7        | 11    | 3     | 41    | 2     | 3     | 81    | 12       | .219  | .304     | .311     | .615  |
| 1997      | ヘテ      | 77    | 249   | 216   | 31    | 46    | 6        | 2        | 5        | 71    | 28    | 12    | 6        | 6     | 1     | 25    | 0     | 1     | 37    | 5        | .213  | .296     | .329     | .625  |
| 1998      | サムスン  | 72    | 187   | 160   | 21    | 34    | 9        | 1        | 2        | 51    | 21    | 3     | 3        | 5     | 3     | 18    | 1     | 1     | 40    | 4        | .213  | .291     | .319     | .610  |
| KBO：16年 | KBO：16年 | 1388  | 5522  | 4775  | 768   | 1252  | 217      | 30       | 145      | 1964  | 612   | 371   | 145      | 85    | 37    | 544   | 17    | 81    | 687   | 130      | .262  | .345     | .411     | .757  |

- 各年度の太字はリーグ最高

### 背番号
- 14 （1985年 - 1997年）
- 8 （1998年）
- 84 （1999年）
- 81 （2000年 - 2006年、2008年）
- 78 （2012年 - 2013年）

### 個人タイトル
- 新人王：1回　(1985年)
- 盗塁王：3回　(1988年、1991年、1992年)
- 最多安打：1回(1992年)
- ゴールデングラブ賞：5回(1985年、1988年、1991年～1993年)※1985年は三塁手で受賞。それ以外の年は外野手で受賞。